# Mighty Rabbit Studios
Mighty Rabbit Studios é uma desenvolvedora de jogos eletrônicos independentes estadunidense sediada em Raleigh, Carolina do Norte. A Mighty Rabbit Studios foi fundada em 25 de agosto de 2010 como parte da sessão inaugural da Joystick Labs, um programa de aceleração de desenvolvimento de jogos, agora extinto. A Mighty Rabbit Studios é mais conhecida como o ponto de origem da Limited Run Games, uma distribuidora de jogos físicos para consoles e portáteis.

## Jogos desenvolvidos
| Ano  | Título                   | Publicadora(s)                                    | Plataforma(s)                                                                          | Gênero(s)                          |
| ---- | ------------------------ | ------------------------------------------------- | -------------------------------------------------------------------------------------- | ---------------------------------- |
| 2010 | Bed Intruders            | Mighty Rabbit Studios                             | iOS                                                                                    | Ação                               |
| 2011 | Tiger Blood The Game     | Mighty Rabbit Studios                             | iOS                                                                                    | Ação                               |
| 2011 | Cute Zombies             | Mighty Rabbit Studios                             | iOS, Android                                                                           | Ação                               |
| 2012 | Cylinder                 | Mighty Rabbit Studios                             | Xbox 360                                                                               | Puzzle                             |
| 2012 | Saturday Morning RPG     | Mighty Rabbit Studios Joystick Labs               | Windows, macOS, Linux, iOS, Android, PlayStation 4, PlayStation Vita, Xbox One, Switch | RPG                                |
| 2013 | Breach & Clear           | Gun Media Gambitious Devolver Digital             | Windows, macOS, Linux, iOS, Android, PlayStation Vita                                  | Estratégia por turnos, RPG de ação |
| 2014 | Fat Chicken              | Relevant Games                                    | Windows, macOS, Linux, iOS                                                             | Tower defense                      |
| 2015 | Breach & Clear: Deadline | Mighty Rabbit Studios Gambitious Devolver Digital | Windows, macOS, Linux, PlayStation 4, Xbox One                                         | Estratégia por turnos, RPG de ação |
| 2016 | Elephant in the Room     | Humble Bundle                                     | Windows, macOS, Linux                                                                  | Simulação                          |

## Jogos co-desenvolvidos
| Ano  | Título                           | Desenvolvedoras                                       | Publicadora(s)       | Plataforma(s)                                  | Gênero(s)       |
| ---- | -------------------------------- | ----------------------------------------------------- | -------------------- | ---------------------------------------------- | --------------- |
| 2018 | The Bard's Tale IV: Barrows Deep | Mighty Rabbit Studios Puny Human inXile Entertainment | InXile Entertainment | Windows, macOS, Linux, PlayStation 4, Xbox One | Dungeon crawler |
| 2020 | Wasteland 3                      | Mighty Rabbit Studios inXile Entertainment            | InXile Entertainment | Windows, macOS, Linux, PlayStation 4, Xbox One | RPG             |